# Luiz Augusto Rebello da Silva
Luiz Augusto Rebello da Silva (ur. 1822 w Lizbonie, zm. 1871 w Lizbonie) – portugalski historyk i pisarz, autor kilkutomowej historii Portugalii XVII i XVIII wieku.